# Kombat (対戦車ミサイル)
Kombatは、射程5000mまでの戦車、ヘリコプター、掩体壕や、その他の高度に防御された地上、水上ないし低空飛行する標的を撃破する設計の、ウクライナ製ATGM。ルーチ設計局で開発され、キエフの国営企業 Артем（Artem）で製造されている。
このミサイルは125mm滑腔砲（T-64BM ブラート、 T-72AG / B / S、T-80UD、オプロートM、2A45MスプルトB）から発射される。

## 詳細
Kombat対戦車ミサイルはレーザー光線を使って半自動モードで制御される。ミサイルの弾頭は先行炸薬と主炸薬の2つを備えたタンデム成形炸薬弾である。先行炸薬は爆発反応装甲および空間装甲を破壊する。主炸薬が主装甲を貫通し、標的を破壊する。
Kombatミサイルの125mm弾頭の長さは675mmで、推進部の長さは408mmである。このタンデム弾頭は9M119M Invrarミサイルの対応部分の2倍以上ある。ウクライナの対戦車ミサイルは2つの部分に分かれており、発射前に砲身で結合される。
ウクライナの開発者によれば、Kombatを開発する際にはソビエト（ロシア）のKBP機器設計局とモスクワのA.E.ヌーデルマン精密工学設計局の2つの設計局の技術的解決策を組み合わせている。特にKBP機器設計局からはレーザー光線でミサイルの尾部を照らして、標的に導くという「レーザー・パス」のアイデアが借用された。飛行中のほとんどの時間、レーザーが照射されるのは標的ではなくミサイル自体である。
キエフの技術者たちは、標的上のレーザー光線の「オーバーライド・モード」を使用することで、これら全てを改善した。ミサイルは飛行中、ほぼ視線上を誘導され、標的に直接誘導されるのは命中する0.3秒前に自動的に行われる。これはミサイルの飛行中に標的にレーザー照射するよりも、敵が対戦車ミサイルを妨害する可能性がほとんどないという利点がある。ただし、敵がAFAレーダーを備え、ミサイルが発射されると同時に検出できる場合はこの方式は機能しない。
Kombat対戦車ミサイルは、最高70km/hで移動する標的に向けて、最高30km/hの移動中に発射可能である。

## Kombatと他のルーチ製対戦車ミサイルの性能特性比較
| Kombatとルーチ製対戦車ミサイルの特性比較 | Kombatとルーチ製対戦車ミサイルの特性比較                    | Kombatとルーチ製対戦車ミサイルの特性比較          | Kombatとルーチ製対戦車ミサイルの特性比較          | Kombatとルーチ製対戦車ミサイルの特性比較          | Kombatとルーチ製対戦車ミサイルの特性比較          | Kombatとルーチ製対戦車ミサイルの特性比較          |
|                                          | 125-mm "Kombat"                                             | 120-mm "Cone"                                     | 115 mm                                            | 105-mm "Falarik"                                  | 100-mm "Stugna"                                   | 90-mm "Falarik"                                   |
| ---------------------------------------- | ----------------------------------------------------------- | ------------------------------------------------- | ------------------------------------------------- | ------------------------------------------------- | ------------------------------------------------- | ------------------------------------------------- |
| 適用                                     | T-64Bおよび改良型 T-80UD、T-84 オプロートM T-72AG/B/S/E/AMT | 120mm砲戦車                                       | T-62115mm砲型                                     | CT-CVタレット                                     | T-55MV T-12 100mm対戦車砲                         | LCTS90タレット                                    |
| 標的種別                                 | MBT、BMP、APC、掩蔽壕、ホバリング中のヘリコプター           | MBT、BMP、APC、掩蔽壕、ホバリング中のヘリコプター | MBT、BMP、APC、掩蔽壕、ホバリング中のヘリコプター | MBT、BMP、APC、掩蔽壕、ホバリング中のヘリコプター | MBT、BMP、APC、掩蔽壕、ホバリング中のヘリコプター | MBT、BMP、APC、掩蔽壕、ホバリング中のヘリコプター |
| 最大射程[km]                             | 5.0                                                         | 5.0                                               | 5.5                                               | 5.0                                               | 5.0                                               | 4.0                                               |
| 最大射程飛行時間[秒]                     | 16.3                                                        | 16.3                                              | 14.3                                              | 17.0                                              | 16.8                                              | 14.0                                              |
| 弾頭種別                                 | タンデム成形炸薬                                            | タンデム成形炸薬                                  | タンデム成形炸薬                                  | タンデム成形炸薬                                  | タンデム成形炸薬                                  | タンデム成形炸薬                                  |
| 反応装甲下の装甲貫通力[mm]               | 750                                                         | 700                                               | 550                                               | 550                                               | 550                                               | 550                                               |
| 制御システム                             | 半自動、レーザー光線                                        | 半自動、レーザー光線                              | 半自動、レーザー光線                              | 半自動、レーザー光線                              | 半自動、レーザー光線                              | 半自動、レーザー光線                              |
| ミサイル全長[mm]                         | 1083 (675 + 408)                                            | 984                                               | 1196                                              | 1015                                              | 1015                                              | 977                                               |
| ミサイル重量[kg]                         | 30.45                                                       | 27.0                                              | 25.20                                             | 22.50                                             | 21.10                                             | 20.05                                             |
| 照準装置                                 | 1G46                                                        | 1G46                                              | n / a                                             | n / a                                             | 1K13                                              | n / a                                             |
| 寿命[年]                                 | 10                                                          | 10                                                | 10                                                | 10                                                | 10                                                | 10                                                |
| 運用温度範囲                             | -40℃ 〜 +60℃                                                | -40℃ 〜 +60℃                                      | -40℃ 〜 +60℃                                      | -40℃ 〜 +60℃                                      | -40℃ 〜 +60℃                                      | -40℃ 〜 +60℃                                      |

## Kombatと類似兵器の比較
| Kombat対戦車ミサイルと類似兵器の比較 | Kombat対戦車ミサイルと類似兵器の比較                        | Kombat対戦車ミサイルと類似兵器の比較              | Kombat対戦車ミサイルと類似兵器の比較              | Kombat対戦車ミサイルと類似兵器の比較              |                      |
|                                      | 125mm Kombat                                                | 9M119M "Invar"                                    | 125-mm 9M119M1 "Invar-M"                          | 105mm LAHAT                                       |                      |
| ------------------------------------ | ----------------------------------------------------------- | ------------------------------------------------- | ------------------------------------------------- | ------------------------------------------------- | -------------------- |
| 適用(戦車)                           | T-64Bおよび改良型 T-80UD、T-84 オプロートM T-72AG/B/S/E/AMT | T-90、T-80UK、T-80UM                              | T-90、T-80UK、T-80UM                              | メルカバMk.4 アージュンMk.II                      |                      |
| 標的種別                             | MBT、BMP、APC、掩蔽壕、ホバリング中のヘリコプター           | MBT、BMP、APC、掩蔽壕、ホバリング中のヘリコプター | MBT、BMP、APC、掩蔽壕、ホバリング中のヘリコプター | MBT、BMP、APC、掩蔽壕、ホバリング中のヘリコプター |                      |
| 最大射程[km]                         | 5.0                                                         | 5.0                                               | 5.0                                               | 6.0                                               |                      |
| 最大射程飛行時間[秒]                 | 16.3                                                        | 17.6                                              | 17.0                                              | n / a                                             |                      |
| 弾頭種別                             | タンデム装甲炸薬                                            | タンデム装甲炸薬                                  | タンデム装甲炸薬                                  | タンデム装甲炸薬                                  |                      |
| 反応装甲下の装甲貫通力[mm]           | 750                                                         | 700                                               | 850                                               | ~ 700-800                                         |                      |
| 制御システム                         | 半自動、レーザー光線                                        | 半自動、レーザー光線                              | 半自動、レーザー光線                              | 半自動、レーザー光線                              | 半自動、レーザー光線 |
| 平均飛行速度[m/s]                    | 306.7                                                       | 284                                               | 294                                               | 285                                               |                      |
| ミサイル全長[mm]                     | 1083 (675 + 408)                                            | 680                                               | 680                                               | 984                                               |                      |
| ミサイル重量[kg]                     | 30.4                                                        | 23.3                                              | 24.3                                              | 19.0                                              |                      |
| 照準装置                             | 1G46                                                        | 1А45Т "Irtysh"                                    | 1А45Т "Irtysh"                                    | n / a                                             |                      |
| 運用温度                             | -40℃ 〜 +60℃                                                | -50℃ 〜 +50℃                                      | -50℃ 〜 +50℃                                      | n / a                                             |                      |

## 評価
技術科学者のV.N.ズボフは、Kombatシステムの750mmの装甲貫通力は、現代の重装甲の車両と戦うためには満足できるものではないと指摘している。
軍事専門家のミハイル・ラストプシンによると、Kombatの弾頭の装甲貫通力は650mmをこえず、主炸薬は爆発反応装甲を貫通する際にできる破片に50%以上の確率で当たるために、起爆信号を受信する前に破損する可能性があると述べている。Kombatシステムのもう一つの重大な欠点は、光学妨害ステーションによって、レーザー誘導システムが容易に妨害されることである。ラストプシンは「Kombatシステムの開発は、ウクライナの軍事産業が1988年にロシアの軍産複合体が到達したレベルに達したことを証明している」と結論づけている。

## 輸出
Kombat対戦車ミサイルは2007年のMAKS航空ショーで海外での初公開がされた。
2007年、ジョージアは400発のKombat対戦車ミサイルを購入した。2009年には追加のミサイルが購入された。

## 運用国
- ウクライナ

2006年にウクライナ軍に採用され、2007年末までにミサイル50発が購入され、2008年3月にウクライナ軍の2008年のKombat対戦車ミサイル購入のために予算から6500万UAHが割り当てられ、2015年に380発のミサイルが部隊に届けられた。
- ジョージア

2008年時点で400発のKombat対戦車ミサイル。